# مؤسسه قلب تگزاس

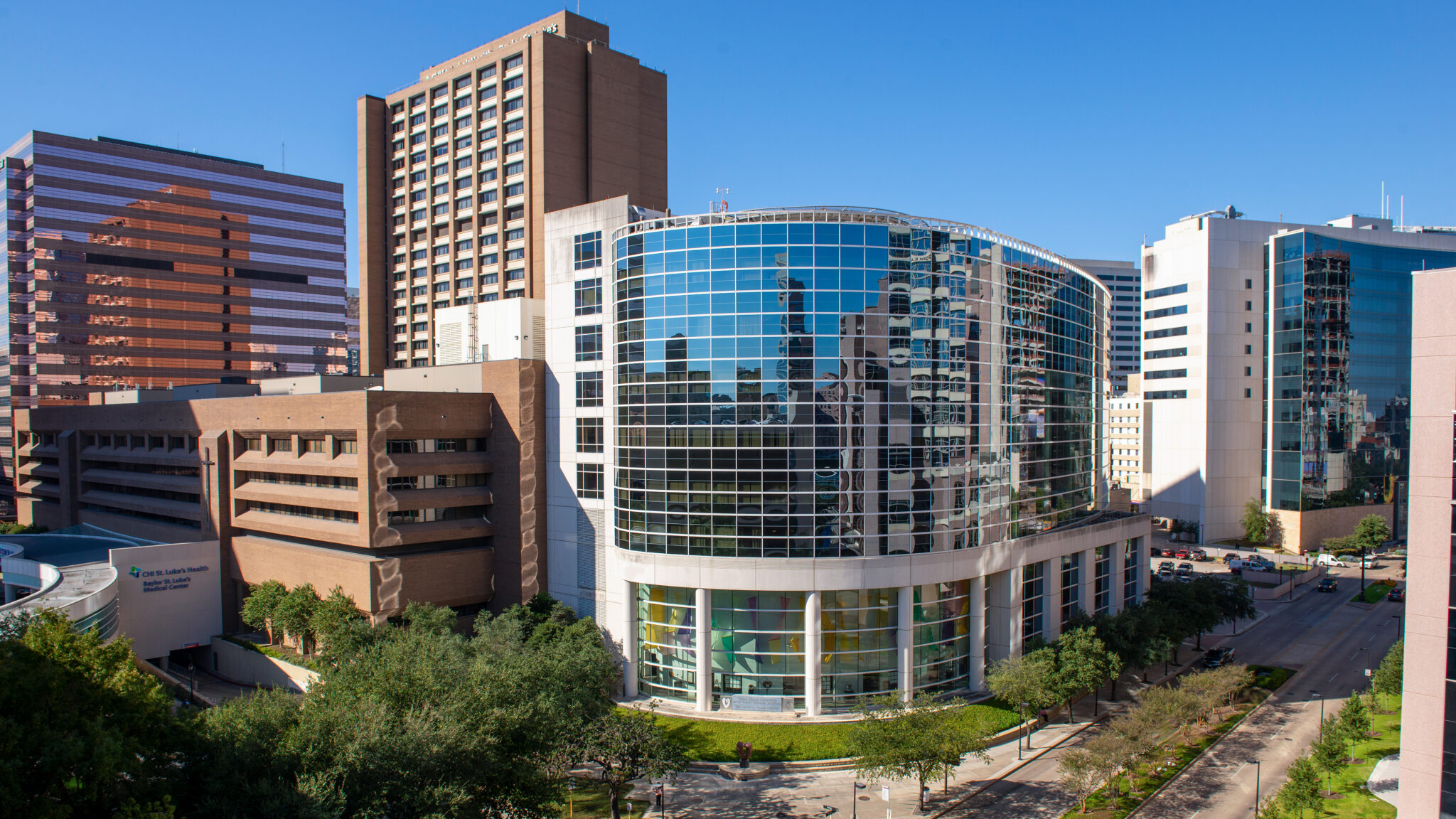
موسسه قلب تگزاس در مرکز پزشکی تگزاس

موسسه قلب تگزاس (به انگلیسی: The Texas Heart Institute) تأسیس ۱۹۶۲، واقع در مرکز پزشکی تگزاس در هیوستون، نام یک مرکز تحقیقاتی-درمانی غیرانتفاعی در تگزاس است.
این مرکز درمانی خصوصی توسط دنتون کولی بنا نهاده شد.
این مرکز بیش از ۱۰۰۰۰۰ عمل جراحی قلبی باز تا کنون انجام داده است.

## منبع
1. ↑  History - Texas Heart Institute - About Us